# Arthur Hedley
Arthur Hedley (ur. 12 listopada 1905 w Newcastle upon Tyne, zm. 8 listopada 1969) – angielski muzykolog
Był wybitnym znawcą twórczości Fryderyka Chopina, twórcą wielu pozycji biograficznych-krytycznych i analitycznych o kompozytorze i jego twórczości, oraz jednym z największych specjalistów w zakresie autografów chopinowskich (zapisy nutowe, listy). Aby poznać bliżej kulturę polską, przez kilka lat mieszkał w Polsce, nauczył się też języka polskiego.
W 1959 roku odkrył nieznany wcześniej walc Chopina. W sporze z M. Glińskim o autentyczność domniemanych listów Chopina do Delfiny Potockiej Hedley był zdecydowanym przeciwnikiem ich autentyczności.